# Arrondissement de Schlüchtern
L'arrondissement de Schluechtern est un arrondissement de Hesse qui a existé de 1821 jusqu'à la réforme du gouvernement local de 1974. Depuis lors, son territoire appartient à l'arrondissement de Main-Kinzig. Le chef-lieu est Schlüchtern.

## Géographie
L'arrondissement borde au début de 1974, en commençant à l'est dans le sens des aiguilles d'une montre, avec les arrondissements de Bad Kissingen et Main-Spessart en Bavière, et avec les arrondissements de Gelnhausen (de), Vogelsberg et Fulda en Hesse.

## Histoire
L'arrondissement de Schluechtern est formé en 1821 sur la base d'un décret électoral en tant que arrondissement de la province hessoise de Hanau. À la suite de la Révolution de mars 1848, l'arrondissement de Schluechtern est dissous le 31 octobre 1848 et incorporé dans le district nouvellement formé de Hanau. Le 15 septembre 1851, l'ancien arrondissement est restauré. En 1860/61, la partie bavaroise de Züntersbach est annexée par l'arrondissement de Schlüchtern.
Avec l'annexion de l'électorat de Hesse (de) par le royaume de Prusse après la guerre austro-prussienne en 1866, l'arrondissement de Schlüchtern devient prussien. En 1867, il fait partie du nouveau district de Cassel et en 1868 de la province nouvellement formée de Hesse-Nassau. Le 1er juillet 1944, la province prussienne de Hesse-Nassau est divisée en provinces nouvellement formées de Hesse et Nassau, et les arrondissements de Gelnhausen (de), Hanau (de) et Schlüchtern et la ville indépendante de Hanau sont transférés du district de Cassel au district de Wiesbaden. En avril 1968, à la suite de la dissolution du district de Wiesbaden, l'arrondissement de Schlüchtern, qui existe depuis 1946, est transféré au district de Darmstadt.
Jusqu'à la première fusion de communes en 1969, l'arrondissement comprend 46 communes, dont les trois villes de Bad Soden, Salmünster et Schlüchtern, ainsi que le district de domaine de Spessart (de). En 1972, la délimitation de l'arrondissement change:
- La commune de Katholisch-Willenroth dans l'arrondissement de Gelnhausen est transférée et incorporée à la commune de Salmünster dans l'arrondissement de Schlüchtern le 1er juillet.
- Les communes d'Oberkalbach et d'Uttrichshausen sont incorporés le 1er août à la commune de Kalbach dans l'arrondissement de Fulda.
- La commune de Reinhards est incorporée le 1er août à la commune de Freiensteinau dans l'arrondissement de Vogelsberg.

Une série de nouvelles fusions de communes réduit le nombre de communes de l'arrondissement à 14 en juin 1974.
Dans le cadre de la réforme des arrondissements en Hesse, l'arrondissement de Schlüchtern est intégré le 1er juillet 1974, avec les arrondissements de Hanau et Gelnhausen ainsi que la ville indépendante d'Hanau dans l'arrondissement de Main-Kinzig, l'arrondissement le plus peuplé de Hesse. Dans le même temps, le 1er juillet 1974, d'autres incorporations ont lieu, de sorte que de l'ancien arrondissement de Schlüchtern, en plus du district de domaine de Spessart, les villes de Bad Soden-Salmünster et Schlüchtern et les communes de Sinntal, Steinau et Züntersbach rejoint finalement l'arrondissement de Main-Kinzig.

## Évolution de la démographie
| Année | Habitants | Source |
| ----- | --------- | ------ |
| 1821  | 17 557    | [ 2 ]  |
| 1871  | 30 626    | [ 3 ]  |
| 1890  | 28 497    | [ 4 ]  |
| 1900  | 28 093    | [ 4 ]  |
| 1910  | 31 964    | [ 4 ]  |
| 1925  | 30 692    | [ 4 ]  |
| 1939  | 31 338    | [ 4 ]  |
| 1950  | 45 533    | [ 4 ]  |
| 1960  | 40 400    | [ 4 ]  |
| 1970  | 44 000    | [ 5 ]  |
| 1973  | 43 600    | [ 6 ]  |

## Politique

### Administrateurs d'arrondissement
| De   | À    | Nom                                     |
| ---- | ---- | --------------------------------------- |
| 1821 | 1825 | George Stern (de)                       |
| 1825 | 1829 | Karl Friedrich Giesler (de)             |
| 1829 | 1833 | Wilhelm Henß (de)                       |
| 1834 | 1840 | Heinrich Wachs (de)                     |
| 1840 | 1845 | Jaques von Specht (de)                  |
| 1847 | 1849 | August Emil Wegner (de)                 |
| 1849 | 1851 | Martin Schlott (de)                     |
| 1851 | 1859 | Karl Cöster (de)                        |
| 1860 | 1863 | Heinrich Kramm (de)                     |
| 1863 | 1880 | Hermann Wolff von Gudenberg (de)        |
| 1880 | 1904 | Eugen Albert Roth (de)                  |
| 1904 | 1906 | Guillaume de Solms-Laubach (de)         |
| 1906 | 1916 | Justus Theodor Valentiner (de)          |
| 1916 | 1927 | Bodo von Trott zu Solz (de)             |
| 1927 | 1933 | Friedrich Müller (de) (DDP)             |
| 1933 | 1945 | Adolf von und zu Gilsa (de) (NSDAP)     |
| 1945 | 1946 | Josef Christian Körling (plus tard CDU) |
| 1946 | 1964 | Walter Jansen (de) (CDU)                |
| 1964 | 1970 | Wolfgang Seibert (CDU)                  |
| 1970 | 1974 | Eckhard Momberger (de) (SPD)            |

### Blason et drapeau

#### Blason
Les armoiries de l'arrondissement de Schlüchtern sont écartelées. Héraldiquement en haut à droite trois chevrons rouges (pour l'ancienne principauté d'Hanau (de)) sur fond d'or. En haut à gauche se trouve un lion montant divisé neuf fois argent et rouge (pour l'ancien électorat de Hesse) sur fond bleu. En bas à droite se trouve une croix noire unie (pour l'ancienne principauté abbatiale de Fulda (de)). La quatrième partie, en bas à gauche, est divisée quatre fois en diagonale droite avec des rayures rouges et or (pour la famille von Hutten (de)).
Les armoiries sont approuvées le 15 avril 1935. Les armoiries de l'arrondissement sont dessinées par Heinz Ritt (de).

#### Drapeau
Le 19 juin 1956, le ministère de l'Intérieur de Hesse (de) autorise l'arrondissement de Schlüchtern à arborer un drapeau, décrit comme suit :
"Le tissu du drapeau, divisé par le rouge et l'or, montre les armoiries du district de Schlüchtern, qui dans le bouclier à quatre côtés montre 1. trois chevrons Hanau rouges en or, 2. le lion de Hesse rayé rouge et blanc en bleu, 3. la croix Fulda noire en argent et 4, représentant les deux barres obliques des Hutten en rouge"

## Communes
La liste suivante contient toutes les communes qui ont fait partie de l'arrondissement de Schlüchtern pendant son existence, ainsi que les dates de toutes les incorporations : 
| Commune                              | incorporée à                                | Date             |
| ------------------------------------ | ------------------------------------------- | ---------------- |
| Ahl                                  | Bad Soden                                   | 1 avril 1972     |
| Ahlersbach                           | Schlüchtern                                 | 1 décembre 1969  |
| Altengronau                          | Sinntal                                     | 1 juillet 1974   |
| Bad Soden, ville                     | Bad Soden-Salmünster                        | 1 juillet 1974   |
| Bellings                             | Steinau                                     | 1 décembre 1969  |
| Breitenbach                          | Schlüchtern                                 | 1 décembre 1969  |
| Breunings                            | Sterbfritz                                  | 1 décembre 1969  |
| Eckardroth                           | Bad Soden                                   | 1 avril 1972     |
| Elm                                  | Schlüchtern                                 | 1 décembre 1969  |
| Gundhelm                             | Schlüchtern                                 | 1 décembre 1969  |
| District de domaine de Spessart (de) | Arrondissement de Main-Kinzig               | 1 juillet 1974   |
| Herolz                               | Schlüchtern                                 | 1 décembre 1969  |
| Heubach                              | Uttrichshausen                              | 31 décembre 1971 |
| Hintersteinau                        | Steinau                                     | 1 juillet 1974   |
| Hohenzell                            | Schlüchtern                                 | 1 décembre 1969  |
| Hutten                               | Schlüchtern                                 | 1 décembre 1969  |
| Jossa                                | Sinntal                                     | 1 juillet 1974   |
| Kerbersdorf                          | Salmünster                                  | 1 décembre 1970  |
| Klosterhöfe                          | Schlüchtern                                 | 1 décembre 1969  |
| Kressenbach                          | Schlüchtern                                 | 31 décembre 1971 |
| Marborn                              | Steinau                                     | 1 décembre 1969  |
| Marjoß                               | Steinau                                     | 31 décembre 1971 |
| Mottgers                             | Sinntal                                     | 1 juillet 1972   |
| Neuengronau                          | Altengronau                                 | 1 décembre 1969  |
| Neustall                             | Steinau                                     | 1 juillet 1974   |
| Niederzell                           | Schlüchtern                                 | 1 juillet 1974   |
| Oberkalbach                          | Kalbach, arrondissement de Fulda            | 1 août 1972      |
| Oberzell                             | Sinntal                                     | 1 juillet 1974   |
| Reinhards                            | Freiensteinau, arrondissement de Vogelsberg | 1 août 1972      |
| Romsthal                             | Salmünster                                  | 1 décembre 1970  |
| Salmünster, ville                    | Bad Soden-Salmünster                        | 1 juillet 1974   |
| Sannerz                              | Sterbfritz                                  | 1 décembre 1969  |
| Sarrod                               | Ulmbach                                     | 1 avril 1972     |
| Schlüchtern, ville                   | Arrondissement de Main-Kinzig               | 1 juillet 1974   |
| Schwarzenfels                        | Sinntal                                     | 1 juillet 1972   |
| Seidenroth                           | Steinau                                     | 1 décembre 1969  |
| Sinntal                              | Arrondissement de Main-Kinzig               | 1 juillet 1974   |
| Steinau                              | Arrondissement de Main-Kinzig               | 1 juillet 1974   |
| Sterbfritz                           | Sinntal                                     | 1 juillet 1974   |
| Uerzell                              | Ulmbach                                     | 31 décembre 1971 |
| Ulmbach                              | Steinau                                     | 1 juillet 1974   |
| Uttrichshausen                       | Kalbach, arrondissement de Fulda            | 1 août 1972      |
| Vollmerz                             | Schlüchtern                                 | 1 décembre 1969  |
| Wahlert                              | Bad Soden                                   | 1 décembre 1970  |
| Wallroth                             | Schlüchtern                                 | 31 décembre 1971 |
| Weichersbach                         | Sinntal                                     | 1 juillet 1972   |
| Weiperz                              | Sterbfritz                                  | 1 décembre 1969  |
| Züntersbach                          | Arrondissement de Main-Kinzig               | 1 juillet 1974   |

## Plaque d'immatriculation
Le 1er juillet 1956, lors de l'introduction des plaques d'immatriculation encore valables aujourd'hui, l'arrondissement se voit attribuer le signe distinctif SLÜ . Il est émis jusqu'au 30 juin 1974. Depuis le 2 janvier 2013, il est à nouveau disponible dans l'arrondissement de Main-Kinzig, à l'exception de la ville à statut spécial d'Hanau, en raison de la libéralisation des plaques d'immatriculation.